# Los Altos (Catamarca)
Los Altos  è una città argentina del dipartimento di Santa Rosa, nella provincia di Catamarca.